# Gentianella austriaca
Gentianella austriaca là một loài thực vật có hoa trong họ Long đởm. Loài này được (A.Kern. & Jos.Kern.) Holub mô tả khoa học đầu tiên năm 1965.